# Polynema graculus
Polynema graculus är en stekelart som beskrevs av Girault 1911. Polynema graculus ingår i släktet Polynema och familjen dvärgsteklar. Inga underarter finns listade i Catalogue of Life.